# Johann Post
Johann Post (auch Johannes Post oder Johann X. Post; geboren 1613/14 in Wampach; gestorben 3. Januar 1685 in Großlittgen) war ein deutscher Zisterzienser-Abt des Klosters Himmerod.

## Leben
Nachdem er die Profess in Himmerod am 8. September 1635 abgelegt hatte, wurde er 1637 Priester, 1640 Küchenmeister, 1647 Subprior und 1648/49 Prior sowie Hofherr in Pommern. Am 20. Juli 1654 wurde er unter Vorsitz des Heisterbacher Abtes Franz Schaeffer zum 44. Abt des Klosters Himmerod gewählt. Er trat damit die Nachfolge des kurz zuvor verstorbenen Abtes Friedrich Brandt an. Die Bestätigung durch den Erzbischof Karl Kaspar von der Leyen folgte am 2. Oktober 1654, die Benediktion erteilte ihm Weihbischof Otto von Senheim am 11. Oktober 1654.
Zu Beginn seiner Tätigkeit war Abt Johann Post zunächst damit beschäftigt die verbliebenen Schäden aus dem Dreißigjährigen Krieg zu beseitigen. Um die über Jahre gelittene Ordensdiziplin zu verbessern, ließ er bei der Profess zu Ostern 1657 von drei Novizzen in Himmerod an Stelle der sonst üblichen schwarzen, weiße Kukullen tragen. Bestehende Gebetsverbrüderungen zwischen Himmerod und  Echternach ließ er 1659 sowie mit St. Maximin 1681 erneuern.
Ab 1667 war Abt Johann Definitor des Generalkapitels. In Himmerod ließ er den Nordflügel des Klosterneubaus fertigstellen. Neben einem neu gebauten Gästehauses wurde auch eine Orgel für das Kloster erworben. Bei einer neuerlichen Belagerung Triers und des Erzstiftes durch französische Truppen, forderte der eingesetzte Gouverneur Pierre de Vignory vom Kloster Himmerod Kontributionsleistungen in Höhe von 2.000 Gulden. Übertoffen wurden die Forderungen noch vom französischen Offizier Ezéchiel de Mélac in den Jahren 1678 und 1679, als dieser Winterquartier in Gerolstein bezog und 6.800 Gulden und Naturalien verlangte.
Abt Johann Post starb am 3. Januar 1685, seine letzte Ruhestätte fand er im Kapitelsaal. Sein Nachfolger wurde Robert Bootz.